# 昭靜貴妃
昭靜貴妃（994年—1076年），沈氏，宋真宗赵恒的妃嫔。
她是宰相沈伦的孙女，父亲沈继宗为光禄少卿。大中祥符初年，沈氏以“将相家子”的身份入选后宫。初为五品才人，时在大中祥符二年（1009年）四月。沈氏個性賢淑，不喜奢華，因其家世的缘故，真宗待之异于众人。《宋史》记载，在章穆皇后逝世後、而受寵的劉德妃尚未成為皇后的這段期間，真宗曾想將她立為皇后，被阻止而未果。而据《皇宋通鉴长编纪事本末》所记，真宗一直想立刘德妃为皇后，遭众臣反对未果。期间，赵安仁推荐沈才人为皇后，未被真宗采纳。
大中祥符五年（1012年），曾推荐沈才人的赵安仁被真宗贬斥，刘德妃在年底被立为皇后。六年（1013年）正月，新置从一品的妃嫔位号，晋封妃嫔。亦在此月，沈才人晋正四品美人。天禧二年（1018年）九月，晋封正三品婕妤。
乾兴元年（1022年），宋真宗逝世，其子继位，是为宋仁宗。当年四月，做为先朝妃嫔的沈氏晋封二品充媛，后有多次晋封。明道二年（1033年）十一月，晋封昭容。宝元元年（1038年）十一月，晋封昭仪。庆历元年（1041年）十二月，晋封婉容。四年（1044年）九月，晋封贤妃，不久加封德妃。终在嘉祐七年（1062年）十二月，沈氏被升为贵妃。
熙宁九年（1076年），沈貴妃薨逝，享年八十三岁，谥號昭静贵妃。宋神宗特许將沈貴妃的遺體歸返娘家，並在娘家出殯，又親自前往沈家祭奠，之後神宗又為了沈貴妃之丧輟朝三日。